# Baixo Ampurdão

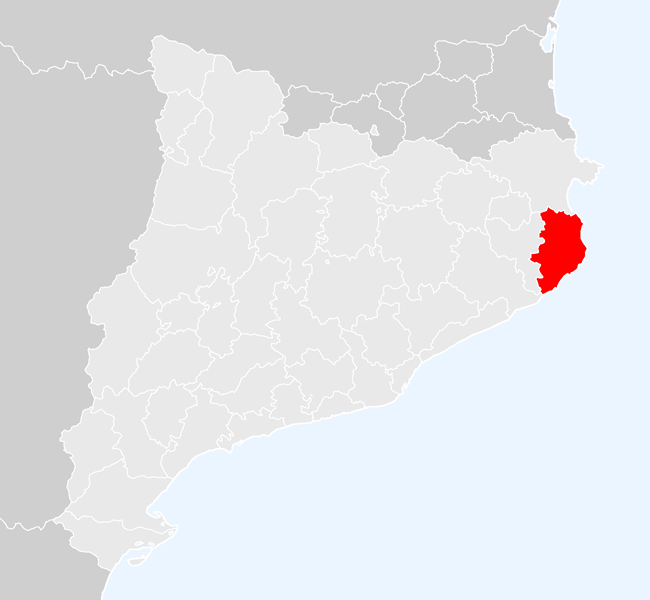
Localização do Baix Empordà, na Catalunha.

Baix Empordà é uma região (comarca) da Catalunha. Abarca uma superfície de 701,69 quilômetros quadrados e possui uma população de 126.450 habitantes.

## Subdivisões
A comarca do Baix Empordà subdivide-se nos seguintes 36 municípios:
- Albons
- Begur
- Bellcaire d'Empordà
- La Bisbal d'Empordà
- Calonge
- Castell-Platja d'Aro
- Colomers
- Corçà
- Cruïlles, Monells i Sant Sadurní de l'Heura
- Foixà
- Fontanilles
- Forallac
- Garrigoles
- Gualta
- Jafre
- Mont-ras
- Palafrugell
- Palamós
- Palau-sator
- Pals
- Parlavà
- La Pera
- Regencós
- Rupià
- Sant Feliu de Guíxols
- Santa Cristina d'Aro
- Serra de Daró
- La Tallada d'Empordà
- Torrent
- Torroella de Montgrí
- Ullà
- Ullastret
- Ultramort
- Vall-llobrega
- Verges
- Vilopriu